# Juan Carlos Chávez
 Juan Carlos „Pájara” Chávez Zárate (ur. 18 stycznia 1967 w Zamorze) – meksykański piłkarz występujący najczęściej na pozycji środkowego pomocnika, trener piłkarski.
Przez większość kariery piłkarskiej reprezentował barwy Club Atlas. Grał także w Puebli, Morelii i Pachuce. Zanotował 237 występów w meksykańskiej Primera División.
Zanotował 3 występy w reprezentacji Meksyku. Uczestnik Mundialu w USA w 1994 roku.
Na początku swojej kariery trenerskiej szkolił głównie kluby z drugiej ligi Meksyku. W 2011 roku, jako selekcjoner reprezentacji Meksyku U–20, zajął z nią pierwsze miejsce w strefie CONCACAF oraz trzecie miejsce na Młodzieżowych Mistrzostwach Świata. We wrześniu 2011 został szkoleniowcem Atlasu. Został zwolniony w sierpniu 2012.